# Hyaloscyphaceae
Hyaloscyphaceae is een grote familie van de Leotiomycetes, behorend tot de orde van Helotiales. Het typegeslacht is Hyaloscypha.

## Taxonomie
De familie Hyaloscyphaceae bestaat uit 31 geslachten:
- Aeruginoscyphus (1)
- Albotricha (20)
- Ambrodiscus (1)
- Arbusculina (2)
- Cheiromycella (6)
- Chrysothallus (12)
- Ciliosculum (1)
- Clavidisculum (8)
- Dematioscypha
- Dimorphotricha (1)
- Echinula (1)
- Eupezizella (4)
- Graddonidiscus (3)
- Grahamiella (2)
- Hegermila (4)
- Hyalopeziza (25)
- Hyaloscypha (119)
- Hyphopeziza (1)
- Incrupila (12)
- Mimicoscypha (3)
- Olla (10)
- Polaroscyphus (1)
- Proprioscypha (2)
- Protounguicularia (8)
- Psilocistella (12)
- Remleria (4)
- Resinoscypha (2)
- Rhizoscyphus (1)
- Thindiomyces (1)
- Trichopezizella (4)
- Unguiculariella (1)
- Unguiculella (15)